# Monte Delgado
O Monte Delgado localiza-se próximo à baía do Raposo e ao lugar das Feteiras de Cima, na freguesia de São Pedro, concelho da Vila do Porto, na ilha de Santa Maria, nos Açores.
Este acidente geológico eleva-se a 252 metros acima do nível do mar.